# Phare de Tagomago
Le Phare de Tagomago est un phare situé sur l'îlot de Tagomago au nord-est de l'île d'Ibiza, dans l'archipel des Îles Baléares (Espagne).
Il est géré par l'autorité portuaire des îles Baléares (Autoridad Portuaria de Baleares) au port d'Alcúdia.

## Histoire
Les travaux ont été décidés dès 1908, mais ils n'ont pas commencé avant 1910 à cause des procédures d'expropriation des terres qui ont pris du temps. Il a été inauguré le 1er décembre 1914 et il a ouvert avec un objectif catadioptrique en émettant trois flashs toutes les 20 secondes. Sa construction avait été décidée en raison du mauvais emplacement du phare de Punta Grossa qu'il devait remplacer définitivement. En 1948, quelques cristaux rouges sont incorporés dans le système optique pour marquer le secteur plus bas de Santa Eulalia. Plus tard, le secteur rouge du phare de Tagomago a continué dans le cadre de son nouvel aspect lumineux. L'équipement d'automatisation de l'éclairage au gaz d'acétylène de 1963 signifia le retrait définitif du personnel en résidence permanente dans le phare.
Identifiant : ARLHS : BAL-072 ; ES-31950- Amirauté : E0268 - NGA : 4800 .